# Giù (resto qua)/Fabio Volo
Giù (resto qua)/Fabio Volo è un singolo del rapper italiano Gemitaiz, pubblicato il 12 settembre 2016 come primo estratto dalla riedizione del secondo album in studio Nonostante tutto.

## Tracce
Testi di Davide De Luca.
Lato A
1. Giù (resto qua) – 3:12 (musica: Daniele Mungai, Daniele Dezi)

Lato B
1. Fabio Volo – 3:25 (musica: Pietro Miano, Federico Vaccari)